# تكنت
تكنت (بالإنجليزية: Tiguent)‏ مدينة تقع جنوب غرب موريتانيا على بعد 108 كلم من عاصمة البلاد نواكشوط، على طريق (نواكشوط - روصو (عاصمة ولاية اترارزة) .
اقتصادها التجارة والتنمية الحيوانية، كما تعتبر نقطة تجارية حية في الجنوب الموريتاني، وهي أيضا وجهة سياحية لسكان نواكشوط في الصيف الحار، من أجل الاستجمام والابتعاد عن ضوضاء المدينة .
تتمتع تكنت بالتضاريس والـكثبان المترامية وأشجار الطلح والقتاد وتيشط .